# Anita Rapp
Anita Rapp, född 24 juli 1977 i Lillehammer, är en norsk före detta fotbollsspelare och olympisk mästare. 
Hon debuterade för Norges damlandslag i fotboll 1998 och spelade sammanlagt 62 matcher och gjorde 12 mål för landslaget.
Hon vann guldmedalj vid olympiska sommarspelen 2000 i Sydney. Rapp deltog även vid VM 1999, VM 2003 och EM 2001.
Rapp blev seriemästare 1998 och 1999 och cupmästare 2000 (spelades för Asker). Hon har även spelat för Gjøvik-Lyn och för amerikanska New York Power.